# Prionocyphon serricornis
Prionocyphon serricornis är en skalbaggsart som först beskrevs av Müller 1821.  Prionocyphon serricornis ingår i släktet Prionocyphon och familjen mjukbaggar. Arten är reproducerande i Sverige. Inga underarter finns listade i Catalogue of Life.

## Bildgalleri

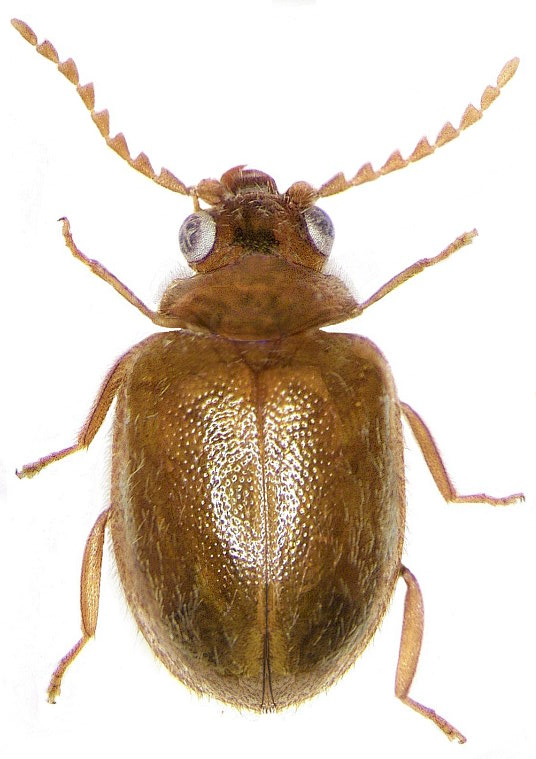